# Jan Dolata
Jan Dolata, född 29 maj 1946 i Gdansk i Polen, är en svensk skådespelare.

## Biografi
Dolata studerade vid Teaterhögskolan i Stockholm och har varit engagerat vid Stockholms stadsteater. Han är sambo med skådespelerskan Stina Ekblad och har fyra barn.[källa behövs]

## Filmografi
- 1974 – En skugga
- 1977 – Den allvarsamma leken
- 1979 – Kejsaren
- 1981 – Szarza, czyli przypomnienie kanonu
- 1983 – Profitörerna (TV-serie)
- 1986 – Skuggan av Henry (TV-serie)
- 1986 – Jönssonligan dyker upp igen
- 1986 – Hassel – Anmäld försvunnen
- 1987 – Ägget
- 1987 – Varuhuset (TV-serie)
- 1987 – Een gang strømer... (TV-serie)
- 1990 – Kaninmannen
- 1990 – Den svarta cirkeln (TV-serie)
- 1991 – Guldburen (TV-serie)
- 1992 – En liten film för mina systrar
- 1995 – Du bestämmer (TV-serie)
- 1996 – Sexton (TV-serie)

## Teater

### Roller (ej komplett)
| År   | Roll                     | Produktion                                               | Regi                 | Teater                 |
| ---- | ------------------------ | -------------------------------------------------------- | -------------------- | ---------------------- |
| 1967 |                          | Woyzeck Georg Büchner                                    | Mats Ek              | Marionetteatern        |
| 1967 |                          | Högerom Summarum Agneta Pauli och Michael Meschke        | Michael Meschke      | Marionetteatern        |
| 1972 | Romeo                    | Romeo och Julia William Shakespeare                      | Bernhard Krook       | Hallwylska palatset    |
| 1973 | Mittfält, Sigvard        | IK Kamraterna Sigvard Olsson och Fred Hjelm              | Fred Hjelm           | Stockholms stadsteater |
| 1974 | David Lowery             | Bröllopsfesten Arnold Wesker                             | Gun Arvidsson        | Stockholms stadsteater |
| 1974 | Aslaks gäng              | Peer Gynt, del I Henrik Ibsen                            | Fred Hjelm           | Stockholms stadsteater |
| 1975 | Bror Benjamin Carlande   | Herr von Hancken Agneta Pleijel                          | Johan Bergenstråhle  | Stockholms stadsteater |
| 1976 | Otto Ruprecht            | Längtan Frank Wedekind                                   | Jonas Cornell        | Stockholms stadsteater |
| 1976 | Cléante                  | Den girige Molière                                       | Yves Bureau          | Stockholms stadsteater |
| 1978 | Pedro Gonzales           | SK 911 till Acapulco Christer Kihlman och Frej Lindqvist | Frej Lindqvist       | Stockholms stadsteater |
| 1978 | Lodovico                 | Othello William Shakespeare                              | Johan Bergenstråhle  | Stockholms stadsteater |
| 1979 | Kirill                   | Platonov Anton Tjechov                                   | Otomar Krejča        | Stockholms stadsteater |
| 1980 | Hippolytos               | Till Fedra Per Olov Enquist                              | Gunilla Berg         | Stockholms stadsteater |
| 1981 | Doktor Cefercola         | Lördag, söndag, måndag Eduardo De Filippo                | Andris Blekte        | Stockholms stadsteater |
| 1987 | Fältöversten Bonde m. fl | Kurage och hennes barn Bertolt Brecht                    | Ragnar Lyth          | Stockholms stadsteater |
| 1992 | Demeter Stanzides        | Landet utan gräns Arthur Schnitzler                      | Jan Håkanson         | Stockholms stadsteater |
| 1999 | Didrik Slagheck          | Stockholmsblod Olov Svedelid och Kalle Sörnäs            | Peter Harryson       | Stockholms stadsteater |
| 2003 | Betjänten                | Idioten David Fishelson efter Fjodor Dostojevskij        | Alexander Mørk-Eidem | Stockholms stadsteater |

### Fotnoter
1. 1 2  ”Jan Dolata”. Svensk Filmdatabas. http://www.sfi.se/sv/svensk-filmdatabas/Item/?type=PERSON&itemid=71483&ref=%2ftemplates%2fSwedishFilmSearchResult.aspx%3fid%3d1225%26epslanguage%3dsv%26searchword%3dJan+Dolata%26type%3dPerson%26match%3dBegin%26page%3d1%26prom%3dFalse. Läst 22 februari 2013.
2. ↑  ”Teaterannons”. Dagens Nyheter:  s. 41. 11 oktober 1967. https://arkivet.dn.se/tidning/1967-10-11/276/41. Läst 18 februari 2018.
3. ↑  Marianne Kärre (5 november 1967). ”Svår H-propaganda på Marionetteatern”. Dagens Nyheter:  s. 23. https://arkivet.dn.se/tidning/1967-11-05/300/23. Läst 18 februari 2018.
4. ↑  Anna Greta Ståhle (3 juli 1972). ”Miljön det bästa i 'Romeo och Julia'”. Dagens Nyheter:  s. 10. https://arkivet.dn.se/tidning/1972-07-03/177/10. Läst 18 februari 2018.